# 小田桐幸雄
小田桐幸雄（日语：／ Odagiri Yukio，1956年2月10日—），日本男子拳击运动员。他曾代表日本参加1978年亚洲运动会拳击比赛，获得一枚铜牌。他也曾参加1976年夏季奥林匹克运动会。